# Граубюнден
Граубюнден (нім. Graubünden, італ. Grigioni, ромш. Grischun, фр. Grisons) — кантон на півдні Швейцарії. Адміністративний центр — місто Кур.

## Географія
У кантоні знаходиться єдиний у Швейцарії Національний Парк.

## Адміністративний поділ

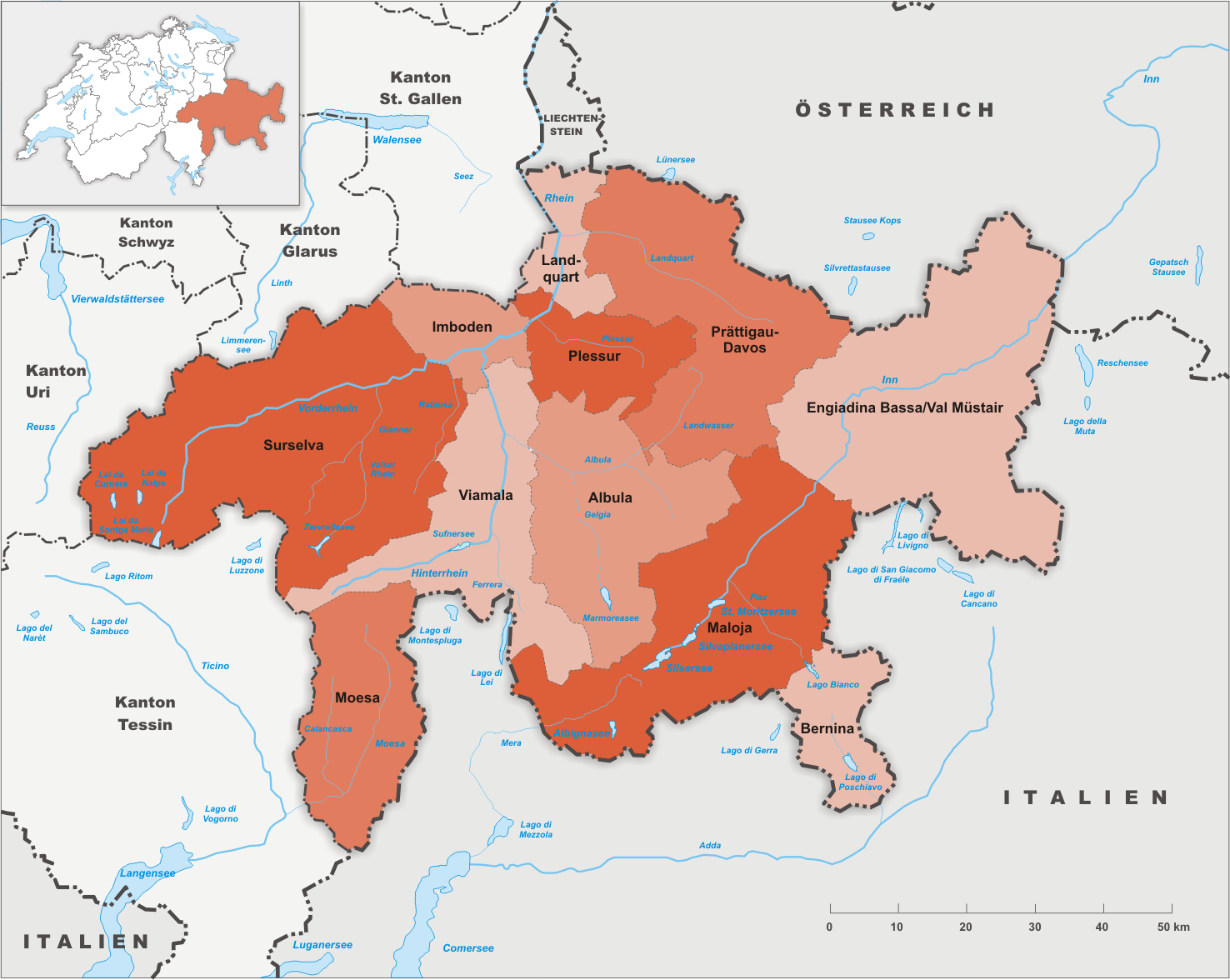
Карта адміністративного поділу кантону Граубюнден з 2016 року

Станом на 2023 рік кантон Граубюнден ділиться на 11 регіонів:
- Альбула (Albula) зі столицею Альбула/Альвра
- Берніна (Bernina) зі столицею Поск'яво
- Віамала (Viamala) зі столицею
- Енджадіна-Басса/Валь-Мюштайр (Engiadina Bassa/Val Müstair) зі столицею Тузіс
- Імбоден (Imboden) зі столицею Домат/Емс
- Ландкварт (Landquart) зі столицею Ландкварт
- Малоя (Maloja) зі столицею Самедан
- Моеза (Moesa) зі столицею Ровередо
- Плессур (Plessur) зі столицею Кур
- Преттігау/Давос (Prättigau/Davos) зі столицею Давос
- Сурсельва (Surselva) зі столицею Іланц/Льйон

## Мова
Граубюнден — найбагатомовніший кантон Швейцарії. Окрім німецької та італійської (точніше галло-італійської), саме в ньому поширена четверта національна мова Швейцарії — романшська.